# Титов Герман Михайлович
Герман Титов (рос. Герман Михайлович Титов; нар. 16 жовтня 1965, Боровськ) — російський хокеїст, що грав на позиції крайнього нападника. Грав за збірну команду СРСР.

## Ігрова кар'єра
Професійну хокейну кар'єру розпочав 1982 року.
1993 року був обраний на драфті НХЛ під 252-м загальним номером командою «Калгарі Флеймс». 
Протягом професійної клубної ігрової кар'єри, що тривала 24 роки, захищав кольори команд «Хімік» (Воскресенськ), ТПС, «Калгарі Флеймс», «Едмонтон Ойлерс», «Майті Дакс оф Анагайм» та «Піттсбург Пінгвінс».
Виступав за збірну СРСР та збірну Росії.

## Тренерська кар'єра
У сезоні 2013/14 тренував клуб Континентальної хокейної ліги «Металург» (Новокузнецьк).

## Статистика
| Сезон        | Клуб                    | Ліга            | Регулярний сезон | Регулярний сезон | Регулярний сезон | Регулярний сезон | Регулярний сезон | Плей-оф | Плей-оф | Плей-оф | Плей-оф | Плей-оф |
| Сезон        | Клуб                    | Ліга            | І                | Г                | П                | О                | ШХ               | І       | Г       | П       | О       | ШХ      |
| ------------ | ----------------------- | --------------- | ---------------- | ---------------- | ---------------- | ---------------- | ---------------- | ------- | ------- | ------- | ------- | ------- |
| 1982-1983    | «Хімік» (Воскресенськ)  | Вища ліга       | 16               | 0                | 2                | 2                | 4                |         |         |         |         |         |
| 1985-1986    | «Хімік» (Воскресенськ)  | Вища ліга       |                  |                  |                  |                  |                  |         |         |         |         |         |
| 1986-1987    | «Хімік» (Воскресенськ)  | Вища ліга       | 23               | 1                | 0                | 1                | 10               |         |         |         |         |         |
| 1987-1988    | «Хімік» (Воскресенськ)  | Вища ліга       | 39               | 6                | 5                | 11               | 10               |         |         |         |         |         |
| 1988-1989    | «Хімік» (Воскресенськ)  | Вища ліга       | 44               | 10               | 3                | 13               | 22               |         |         |         |         |         |
| 1989-1990    | «Хімік» (Воскресенськ)  | Вища ліга       | 44               | 6                | 13               | 19               | 19               |         |         |         |         |         |
| 1990-1991    | «Хімік» (Воскресенськ)  | Вища ліга       | 45               | 13               | 11               | 24               | 28               |         |         |         |         |         |
| 1991-1992    | «Хімік» (Воскресенськ)  | Вища ліга       | 35               | 16               | 11               | 27               | 31               |         |         |         |         |         |
| 1992-1993    | ТПС                     | СМ-ліга         | 47               | 25               | 19               | 44               | 49               |         |         |         |         |         |
| 1993-1994    | «Калгарі Флеймс»        | НХЛ             | 76               | 27               | 18               | 45               | 28               | 7       | 2       | 1       | 3       | 4       |
| 1994-1995    | «Калгарі Флеймс»        | НХЛ             | 40               | 12               | 12               | 24               | 16               | 7       | 5       | 3       | 8       | 10      |
| 1994-1995    | ТПС                     | СМ-ліга         | 14               | 6                | 6                | 12               | 20               | --      | --      | --      | --      | --      |
| 1995-1996    | «Калгарі Флеймс»        | НХЛ             | 82               | 28               | 39               | 67               | 24               | 4       | 0       | 2       | 2       | 0       |
| 1996-1997    | «Калгарі Флеймс»        | НХЛ             | 79               | 22               | 30               | 52               | 36               | --      | --      | --      | --      | --      |
| 1997-1998    | «Калгарі Флеймс»        | НХЛ             | 68               | 18               | 22               | 40               | 38               | --      | --      | --      | --      | --      |
| 1998-1999    | «Піттсбург Пінгвінс»    | НХЛ             | 72               | 11               | 45               | 56               | 34               | 11      | 3       | 5       | 8       | 4       |
| 1999-2000    | «Піттсбург Пінгвінс»    | НХЛ             | 63               | 17               | 25               | 42               | 34               | --      | --      | --      | --      | --      |
| 1999-2000    | «Едмонтон Ойлерс»       | НХЛ             | 7                | 0                | 4                | 4                | 4                | 5       | 1       | 1       | 2       | 0       |
| 2000-2001    | «Майті Дакс оф Анагайм» | НХЛ             | 71               | 9                | 11               | 20               | 61               | --      | --      | --      | --      | --      |
| 2001-2002    | «Майті Дакс оф Анагайм» | НХЛ             | 66               | 13               | 14               | 27               | 36               | --      | --      | --      | --      | --      |
| 2003-2004    | «Хімік» (Воскресенськ)  | Чемпіонат Росії | 37               | 5                | 12               | 17               | 60               | --      | --      | --      | --      | --      |
| 2004-2005    | «Хімік» (Воскресенськ)  | Чемпіонат Росії | 50               | 7                | 19               | 26               | 81               | --      | --      | --      | --      | --      |
| Усього в НХЛ | Усього в НХЛ            | Усього в НХЛ    | 624              | 157              | 220              | 377              | 311              | 34      | 11      | 12      | 23      | 18      |